# Ligue du Centre-Ouest de football
 (mai 2024).
Si vous disposez d'ouvrages ou d'articles de référence ou si vous connaissez des sites web de qualité traitant du thème abordé ici, merci de compléter l'article en donnant les références utiles à sa vérifiabilité et en les liant à la section « Notes et références ».
La Ligue de Centre-Ouest de football était un organe fédéral dépendant de la Fédération française de football créé en 1919 et chargé d'organiser les compétitions de football au niveau des régions Poitou-Charentes et Limousin.
La Ligue est fondée en 1919 et regroupe alors les clubs des départements de Poitou-Charentes et du Limousin exception faites de ceux de la Creuse, ainsi que ceux des départements de Vendée et d'une partie de la Dordogne (Périgord).
Cependant, au fil des années, la Ligue va récupérer l'adhésion des clubs de la Creuse qui évoluait alors en Ligue d'Auvergne, puis voir la Vendée quitter la Ligue en 1967 pour la Ligue Atlantique et enfin le départ des clubs périgourdins pour la Ligue d'Aquitaine en 1981.
La LCOF qui a son siège à Puymoyen, compte actuellement sept districts calqués sur les départements de la Charente, de la Charente-Maritime, de la Corrèze, de la Creuse, des Deux-Sèvres, de la Vienne et de la Haute-Vienne.

## Palmarès

### Palmarès national des clubs de la Ligue
Aucun club de la ligue n'a remporté de compétition majeure en France.
Domination en région Centre depuis 1919
- De 1919 à 1926 : Champion de la Division d'Honneur du Centre-Ouest.
- De 1926 à 1927 : Information non connue.
- De 1927 à 1935 : Champion de la Division d'Honneur du Centre-Ouest.
- De 1935 à 1942 et de 1943 à 1945 : Information non connue.
- De 1942 à 1943 : Club le mieux classé en championnat de guerre.
- Depuis 1945 : Club le mieux classé en division nationale.

* SVAR est l'abréviation de SVA Ruelle et RSL de Red Star Limoges.

* AJR est l'abréviation d'AJ Rochechouart.

### Palmarès régional
| Saison | Division d'Honneur         | Division d'Honneur Régionale            | Coupe du Centre-Ouest       | Division d'Honneur Féminine |
| ------ | -------------------------- | --------------------------------------- | --------------------------- | --------------------------- |
| 1920   | ES La Rochelle             | -                                       | -                           | -                           |
| 1921   | ES La Rochelle             | -                                       | -                           | -                           |
| 1922   | SVA Ruelle                 | -                                       | -                           | -                           |
| 1923   | SC Angoulême               | -                                       | -                           | -                           |
| 1924   | SC Angoulême               | -                                       | -                           | -                           |
| 1925   | Red Star Limoges           | -                                       | -                           | -                           |
| 1926   | Red Star Limoges           | -                                       | -                           | -                           |
| 1927   | -                          | -                                       | -                           | -                           |
| 1928   | Red Star Limoges           | -                                       | -                           | -                           |
| 1929   | Tigres Vendéens            | -                                       | -                           | -                           |
| 1930   | SO Chabanais               | -                                       | -                           | -                           |
| 1931   | SO Chabanais               | -                                       | -                           | -                           |
| 1932   | SO Chabanais               | -                                       | -                           | -                           |
| 1933   | Stade Luçonnais            | -                                       | -                           | -                           |
| 1934   | AS des Charentes           | -                                       | -                           | -                           |
| 1935   | AS des Charentes           | -                                       | SO Chabanais                | -                           |
| 1936   | Gallia-Club Angoulême      | -                                       | AS des Charentes            | -                           |
| 1937   | AS des Charentes           | -                                       | AS des Charentes            | -                           |
| 1938   | AS des Charentes           | -                                       | AS des Charentes            | -                           |
| 1939   | AS des Charentes           | -                                       | Red Star Limoges            | -                           |
| 1940   | -                          | -                                       | -                           | -                           |
| 1941   | AS Saintaise               | -                                       | -                           | -                           |
| 1942   | AS des Charentes           | -                                       | -                           | -                           |
| 1943   | AS Saintaise               | -                                       | -                           | -                           |
| 1944   | UCA St-Aigulin             | -                                       | -                           | -                           |
| 1945   | AS des Charentes           | -                                       | -                           | -                           |
| 1946   | Chamois niortais           | -                                       | US Pontoise                 | -                           |
| 1947   | Chamois niortais           | -                                       | Chamois Niortais            | -                           |
| 1948   | Chamois niortais           | -                                       | Chamois Niortais            | -                           |
| 1949   | SO Châtelleraudais         | -                                       | Limoges FC                  | -                           |
| 1950   | Limoges FC                 | -                                       | Chamois Niortais            | -                           |
| 1951   | AJ Rochechouart            | -                                       | US Saintes                  | -                           |
| 1952   | Limoges FC                 | -                                       | ES La Rochelle              | -                           |
| 1953   | SO Châtellerault           | -                                       | Limoges FC                  | -                           |
| 1954   | ESA Brive                  | -                                       | AJ Rochechouart             | -                           |
| 1955   | SC Chasseneuil-du-Poitou   | -                                       | SA Rochefort                | -                           |
| 1956   | ESA Brive                  | -                                       | SO Châtellerault            | -                           |
| 1957   | SA Rochefort               | -                                       | ESA Brive                   | -                           |
| 1958   | Limoges FC                 | -                                       | SA Rochefort                | -                           |
| 1959   | SO Châtellerault           | -                                       | S Ruffec                    | -                           |
| 1960   | Chamois Niortais           | -                                       | SA Rochefort                | -                           |
| 1961   | FCY La Roche-sur-Yon       | -                                       | CA Brantôme                 | -                           |
| 1962   | SC Challans                | -                                       | ESA Brive                   | -                           |
| 1963   | Stade Poitevin PEPP        | -                                       | ESA Brive                   | -                           |
| 1964   | Pouzauges AC               | -                                       | ESA Brive                   | -                           |
| 1965   | Gallia-Club Gond-Pontouvre | -                                       | ES La Rochelle              | -                           |
| 1966   | SC Challans                | -                                       | Chamois Niortais            | -                           |
| 1967   | Limoges FC                 | -                                       | Stade Poitevin PEPP         | -                           |
| 1968   | SO Châtellerault           | -                                       | Stade Poitevin PEPP         | -                           |
| 1969   | UES Montmorillon           | -                                       | UES Montmorillon            | -                           |
| 1970   | ES La Rochelle             | -                                       | Chamois Niortais            | -                           |
| 1971   | SO Châtellerault           | -                                       | SO Châtellerault            | Limoges FC                  |
| 1972   | ESA Brive                  | -                                       | AS aixoise                  | SC Montpon Ménestérol       |
| 1973   | FC Fossemagne              | -                                       | ES La Rochelle R            | Limoges FC                  |
| 1974   | AS aixoise                 | -                                       | FC Les Maurilloux           | Limoges FC                  |
| 1975   | US Saintes CC              | -                                       | Chamois Niortais            | Limoges FC                  |
| 1976   | AS aixoise                 | -                                       | Entente Roumazières-Loubert | Limoges FC                  |
| 1977   | CO Cerizay                 | -                                       | Limoges FC                  | CSA Châtellerault           |
| 1978   | US Saintes CC              | -                                       | Stade Poitevin PEPP         | ASJ Soyaux R                |
| 1979   | JA Isle                    | -                                       | US Saintes CC               | ASJ Soyaux R                |
| 1980   | AS Angoulême-Charente R    | -                                       | Stade Poitevin PEPP         | Limoges FC                  |
| 1981   | Limoges FC R               | -                                       | Stade Poitevin PEPP         | ESTC Poitiers               |
| 1982   | UES Montmorillon R         | -                                       | ES La Rochelle              | ESTC Poitiers               |
| 1983   | SO Châtellerault           | -                                       | UA Cognac                   | OCF Limoges                 |
| 1984   | CSC Thouars                | -                                       | ES La Rochelle              | OCF Limoges                 |
| 1985   | Stade Poitevin PEPP R      | -                                       | OL Niort St-Liguaire        | ESTC Poitiers               |
| 1986   | AS Angoulême-Charente R    | -                                       | AS Angoulême-Charente       | ASA Bosmie-L'Aiguille       |
| 1987   | AM Laleu La Pallice        | -                                       | ESA Brive                   | ASA Bosmie-L'Aiguille       |
| 1988   | OL Niort St-Liguaire       | -                                       | UA Cognac                   | JS Passirac                 |
| 1989   | US Saintes CC              | -                                       | Chamois Niortais            | ESTC Poitiers               |
| 1990   | UES Montmorillon           | -                                       | Chamois Niortais            | JS Passirac                 |
| 1991   | UA Cognac                  | -                                       | SO Châtellerault            | ASJ Soyaux R                |
| 1992   | SC St-Jean d'Angély        | -                                       | Chamois Niortais            | ESTC Poitiers               |
| 1993   | Limoges Foot 87            | -                                       | Limoges Foot 87             | CSA Châtellerault           |
| 1994   | US Saintes CC              | -                                       | CEP Poitiers                | ES La Rochelle              |
| 1995   | ES Guérétoise              | -                                       | ES Guérétoise               | ES La Rochelle              |
| 1996   | ES La Rochelle             | -                                       | Chamois Niortais R2         | ES La Rochelle              |
| 1997   | CSC Thouars R              | -                                       | CSC Thouars R               | ES La Rochelle              |
| 1998   | AS Angoulême-Charente R    | -                                       | AS Angoulême-Charente R     | ESTC Poitiers               |
| 1999   | CEP Poitiers               | -                                       | AS Angoulême-Charente R     | ASJ Soyaux R                |
| 2000   | Rochefort FC               | -                                       | Stade Poitevin PEPP         | ASJ Soyaux R                |
| 2001   | US Saintes Football        | Ligugé LL                               | Chamois Niortais R2         | ASJ Soyaux R                |
| 2002   | AS Angoulême Charente 92 R | UES Montmorillon                        | AS Cozes                    | ASJ Soyaux R                |
| 2003   | UES Montmorillon           | ESA Brive                               | SO Châtellerault R          | ASPTT Brive                 |
| 2004   | Limoges FC                 | UA Cognac                               | Limoges FC                  | ASPTT Brive                 |
| 2005   | ESA Brive R                | ES La Rochelle R                        | ESA Brive R                 | ES Gâtinaise                |
| 2006   | SO Châtellerault R         | CS Feytiat                              | CS Feytiat                  | ASJ Soyaux R                |
| 2007   | Angoulême CFC              | AS Cozes                                | CS Feytiat                  | ESTC Poitiers               |
| 2008   | ES Buxerolles              | Lubersac Auvézère CF                    | AS Cozes                    | Laleu La Rochelle FC        |
| 2009   | Poitiers FC                | AS aixoise                              | US Chauvigny                | AS Mignaloux-Beauvoir       |
| 2010   | ESA Brive                  | UES Montmorillon                        | FC Chauray                  | AS Mignaloux-Beauvoir       |
| 2011   | Thouars Foot 79            | ES Guérétoise                           | Chamois Niortais R          | ASJ Soyaux R                |
| 2012   | FC Chauray                 | Poitiers FC R / JA Isle                 | AS aixoise                  | ASJ Soyaux R                |
| 2013   | Angoulême CFC              | SC St-Jean d'Angély / CS Feytiat        | Royan Vaux AFC              | ASJ Soyaux R                |
| 2014   | FC Bressuire               | OL Niort St-Liguaire / ES Nouaillé      | FC Bressuire                | Limoges Landouge Foot       |
| 2015   | Chamois Niortais R         | AS Échiré St-Gelais / UES Montmorillon  | US Chauvigny                | ASJ Soyaux R                |
| 2016   | AS Cozes                   | SO Châtellerault R / Tulle Foot Corrèze | AS Cozes                    | ASJ Soyaux R                |
| 2017   | FC Chauray                 | CA Neuville de Poitou / ES Guérétoise   | OL Niort St-Liguaire        | ASJ Soyaux R                |